# Búrnak
Búrnak - Бурнак (rus) - és un poble de la República del Tatarstan, a Rússia. El 2010 tenia 570 habitants.